# Остёрское сельское поселение
Остёрское сельское поселение — муниципальное образование в составе Рославльского района Смоленской области России.
Административный центр — село Остёр.
Главой администрации является Ананченков Сергей Григорьевич.

## Географические данные
- Расположение: центральная часть Рославльского района
- Граничит:
  - на северо-востоке и востоке— с Кирилловским сельским поселением
  - на юге — с Рославльским городским поселением
  - на западе и северо-западе— с Рославльским сельским поселением
- По территории поселения проходят автомобильные дороги А141 Орёл — Витебск, А101 Москва — Варшава («Старая Польская» или «Варшавка») и Р137 Сафоново — Рославль.
- По территории поселения проходит железная дорога: Рига – Орёл (станции: Козловка, Остёр).
- Крупная река Остёр, озеро Стоячее.

## История
Образовано Законом Смоленской области от 28 декабря 2004 года. Законом Смоленской области от 20 декабря 2018 года в Остёрское сельское поселение к 1 января 2019 года были включены все населённые пункты упразднённого Рославльского сельского поселения.

## Население
| 2011  | 2012  | 2013  | 2014  | 2015  | 2016  | 2017  |
| ----- | ----- | ----- | ----- | ----- | ----- | ----- |
| 3726  | ↘3700 | ↗3719 | ↘3715 | ↘3683 | ↘3646 | ↘3612 |
| 2018  | 2019  | 2020  | 2021  |       |       |       |
| ↘3551 | ↘3469 | ↗4102 | ↘3808 |       |       |       |

## Населённые пункты
На территории поселения находятся 20 населённых пунктов:
| №  | Населённый пункт  | Тип     | Население |
| -- | ----------------- | ------- | --------- |
| 1  | Андреевка         | деревня | 14        |
| 2  | Быковка           | деревня | 8         |
| 3  | Васильевка        | деревня | 156       |
| 4  | Васьково          | деревня | 48        |
| 5  | Глинки            | деревня | 25        |
| 6  | Доротовка         | деревня | 247       |
| 7  | Ермолино          | деревня | 10        |
| 8  | Козловка          | деревня | 913       |
| 9  | Козловка          | деревня | 41        |
| 10 | Крапивенский-1    | деревня | 215       |
| 11 | Крапивенский-2    | деревня | 192       |
| 12 | Михайловка        | деревня | 5         |
| 13 | Осиновка          | деревня | 8         |
| 14 | Остёр             | село    | 1902      |
| 15 | Павловка          | деревня | 839       |
| 16 | Профилакторий ЗИЛ | деревня | 0         |
| 17 | Старинка          | деревня | 0         |
| 18 | Холуповка         | деревня | 32        |
| 19 | Хоськи            | деревня | 45        |
| 20 | Шкуратовка        | деревня | 59        |

## Экономика
ЗАО «Рославльская ДПМК», хлебокомбинат, 2 школы, профессиональное училище, детский сад, предприятия связи, торговли и пр.